# Джирард (Джорджія)
Джирард (англ. Girard) — місто (англ. town) в США, в окрузі Берк штату Джорджія. Населення — 184 особи (2020).

## Географія
Джирард розташований за координатами 33°2′2″ пн. ш. 81°42′56″ зх. д. / 33.03389° пн. ш. 81.71556° зх. д. (33.033888, -81.715514).  За даними Бюро перепису населення США в 2010 році місто мало площу 8,29 км², з яких 8,19 км² — суходіл та 0,10 км² — водойми.

## Демографія
Згідно з переписом 2010 року, у місті мешкало 156 осіб у 73 домогосподарствах у складі 42 родин. Густота населення становила 19 осіб/км².  Було 104 помешкання (13/км²).
Расовий склад населення:
| - 67,9 % — білих - 31,4 % — чорних або афроамериканців |

До двох чи більше рас належало 0,0 %. Частка іспаномовних становила 0,6 % від усіх жителів.
За віковим діапазоном населення розподілялося таким чином: 23,7 % — особи молодші 18 років, 60,3 % — особи у віці 18—64 років, 16,0 % — особи у віці 65 років та старші. Медіана віку мешканця становила 39,4 року. На 100 осіб жіночої статі у місті припадало 77,3 чоловіків;  на 100 жінок у віці від 18 років та старших — 72,5 чоловіків також старших 18 років.
Середній дохід на одне домашнє господарство  становив 26 296 доларів США (медіана — 13 750), а середній дохід на одну сім'ю — 31 663 долари (медіана — 22 083). За межею бідності перебувало 38,3 % осіб, у тому числі 26,5 % дітей у віці до 18 років та 51,1 % осіб у віці 65 років та старших.
Цивільне працевлаштоване населення становило 33 особи. Основні галузі зайнятості: освіта, охорона здоров'я та соціальна допомога — 36,4 %, сільське господарство, лісництво, риболовля — 21,2 %, виробництво — 15,2 %.